# Eddie DeLange
Eddie DeLange (15. ledna 1904 New York – 15. července 1949 Los Angeles) byl americký kapelník a textař. V letech 1936 až 1938 vedl spolu s Willem Hudsonem orchestr Hudson-DeLange Orchestra. Spolu s Jimmym Van Heusenem je například autorem písně „Darn That Dream“. Mezi jeho další písně patří například „Moonglow“ a „Solitude“. Jeho písně hráli například Louis Armstrong, Ella Fitzgeraldová a Frank Sinatra. Je také autorem libreta a textů k muzikálu Swingin' the Dream